# Șcheia (Suceava)
Șcheia (deutsch Skeja, ukrainisch Шкея Schkeja) ist eine Gemeinde im Kreis Suceava in Rumänien.

## Geographische Lage

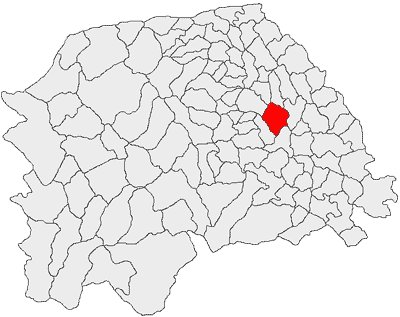
Lage der Gemeinde Șcheia im Kreis Suceava

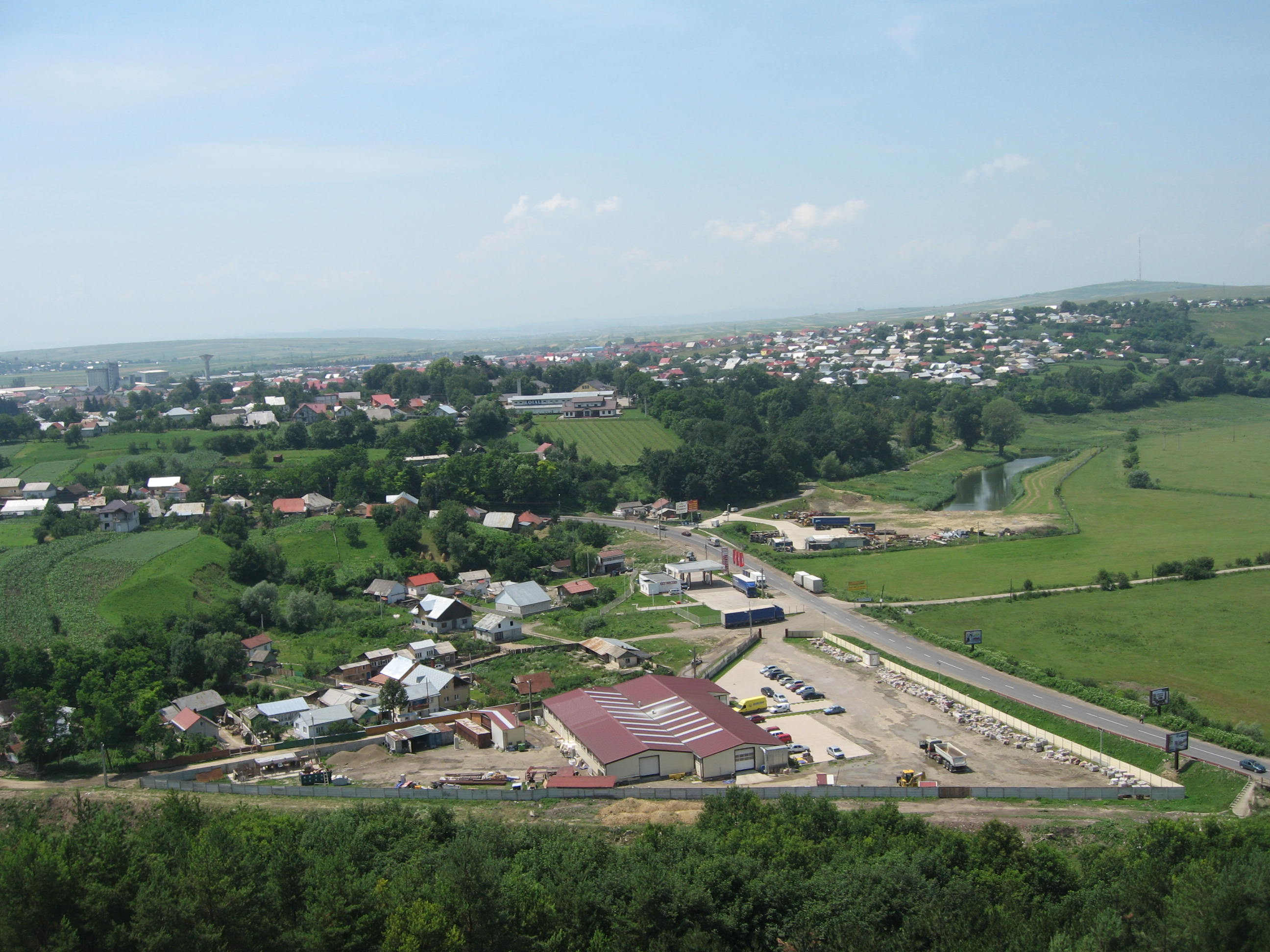
Blick auf Șcheia

Die Gemeinde liegt im Süden der Bukowina in der Hochebene Suceavas (Podișul Sucevei) in der historischen Region Rumäniens, der Moldau, westlich des Flusses Suceava. Westlich der Kreishauptstadt Suceava liegt die Gemeinde mit den fünf Dörfer auf einer Fläche von 58,3 km² im Ostteil des Kreises Suceava. Das Gemeindezentrum befindet sich an der Abzweigung der Nationalstraße Drum național 17 in den Drum național 2 – eine Teilstrecke der Europastraße 85 – und der Bahnstrecke Suceava–Gura Humorului, an der die Ortschaft einen Bahnhof (Suceava Westbahnhof) besitzt.

## Geschichte
Eine Besiedlung des Gemeindeareals ist nach archäologischen Funden in dem eingemeindeten Dorf Mihoveni, auf dem Areal von den Einheimischen Chala Morii genannt, seit dem 3. Jahrhundert v. Chr. zu verzeichnen. Im eingemeindeten Dorf Sfântu Ilie und im Gemeindezentrum auf dem Areal Siliște, etwa 150 Meter von der Nationalstraße entfernt am linken Ufer des Baches Șcheianca, sind Besiedlungen bis in die Jungsteinzeit vermerkt.
Von 1920 bis 1950 gehörte die Gemeinde dem historischen Kreis Suceava und ab dann dem heutigen Kreis Suceava an.

## Bevölkerung
Bei der Volkszählung von 2002 wurden auf dem Gebiet der Gemeinde Șcheia 7.556 Einwohner registriert. 7.493 davon waren Rumänen, 36 waren Roma, 16 Polen, sieben waren Deutsche und je zwei bekannten sich als Magyaren und Ukrainer. 2011 wurden 9.577 Einwohner registriert, davon waren 8.804 Rumänen, 348 waren Roma 13 Polen, zehn waren Ukrainer sieben Rumäniendeutsche und restliche machten keine Angaben zu deren Ethnie.

## Sehenswürdigkeiten
- Im Gemeindezentrum die orthodoxe Kirche Sfântul Ilie, 1488 errichtet, deren Glockenturm im 15. Jahrhundert errichtet und im 18. erneuert, stehen unter Denkmalschutz.[4]
- das rumänisch-orthodoxe Elias-Kloster, 2022 wiedereröffnet[7]